# Натахтарі
Натахтарі (груз. ნატახტარი) — село в Грузії.
За даними перепису населення 2014 року в селі проживає 1234 особи.